# Lonate Pozzolo
Lonate Pozzolo is een gemeente in de Italiaanse provincie Varese (regio Lombardije) en telt 11.785 inwoners (31-12-2004). De oppervlakte bedraagt 29,1 km2, de bevolkingsdichtheid is 396 inwoners per km2.
De volgende frazioni maken deel uit van de gemeente: Sant'Antonino Ticino, Tornavento.

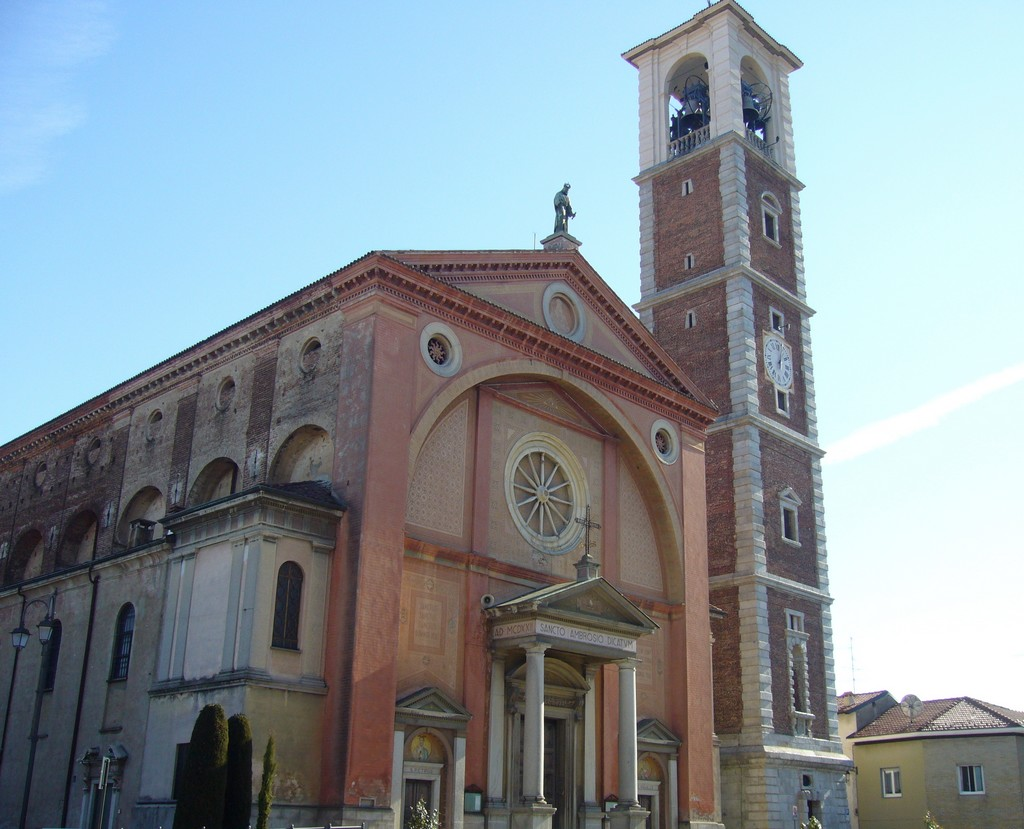
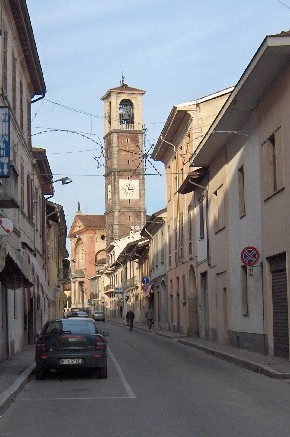

## Demografie
Lonate Pozzolo telt ongeveer 4491 huishoudens. Het aantal inwoners steeg in de periode 1991-2001 met 5,6% volgens cijfers uit de tienjaarlijkse volkstellingen van ISTAT.
| Jaar | Inwoneraantal |
| ---- | ------------- |
| 1991 | 10.870        |
| 2001 | 11.480        |

## Geografie
De gemeente ligt op ongeveer 205 m boven zeeniveau.
Lonate Pozzolo grenst aan de volgende gemeenten: Bellinzago Novarese (NO), Castano Primo (MI), Ferno, Nosate (MI), Oleggio (NO), Samarate, Vanzaghello (MI), Vizzola Ticino.